# Colombiers, Orne
Colombiers är en kommun i departementet Orne i regionen Normandie i nordvästra Frankrike. Kommunen ligger i kantonen Alençon 1er Canton som tillhör arrondissementet Alençon. År 2022 hade Colombiers 334 invånare.

## Befolkningsutveckling
Antalet invånare i kommunen Colombiers
| Referens: INSEE |